# Прингл, Джон
Джон Прингл (англ. John Pringle; 10 апреля 1707, графство Роксбургшир, Шотландия — 18 января 1782, Лондон) — шотландский врач и физиолог, один из основоположников военной медицины. Лауреат медали Копли (1752).
Член Лондонского королевского общества (1745), иностранный почётный член Петербургской академии наук (1776), иностранный член Парижской академии наук (1778).

## Биография
Джон Прингл родился в семье баронета в поселении Стикхилл в графстве Роксбургшир на юго-востоке Шотландии, за несколько недель до создания королевства Великой Британии.
Учился в Сент-Эндрюсском и Лейденском университетах, где в 1730 году получил диплом врача. Ученик Г. Бурхаве. Позже работал одновременно врачом и профессором этики в университете.
В 1744—1748 годах работал главным врачом английской армии в Нидерландах, а до 1758 года — придворным королевским врачом, в это время написал книгу «Наблюдения над болезнями солдат в лагерях и гарнизонах» (англ. Observations on the Diseases of the Army in Camp and Garrison), позже вышедшую на нескольких языках, а в Великобритании неоднократно переиздававшуюся.
В 1745 году стал членом Лондонского королевского общества, президентом которого был в 1772—1778 годы.
После смерти учёному в Вестминстерском аббатстве был установлен памятник. В XIX веке в честь Прингли назван род крестоцветных Pringlea, к которому принадлежит кергеленская капуста (сначала в 1776 году Принглеей назвали именно кергеленскую капусту).

## Значение в науке
Прингла многие называют «отцом военной медицины», он одним из первых установил значение гнилостных процессов в возникновении болезней, глубоко изучил сыпной тиф, установил, что больничная и тюремная формы сыпного тифа тождественны. Показал, что разные формы дизентерии представляют собой одно заболевание. Разработал систему санитарно-гигиенических мероприятий в госпиталях, казармах, походах, достигнув снижения числа жертв эпидемий среди военных. Большое внимание уделял и профилактике в боевых и походных условиях.